# おっぱい地震

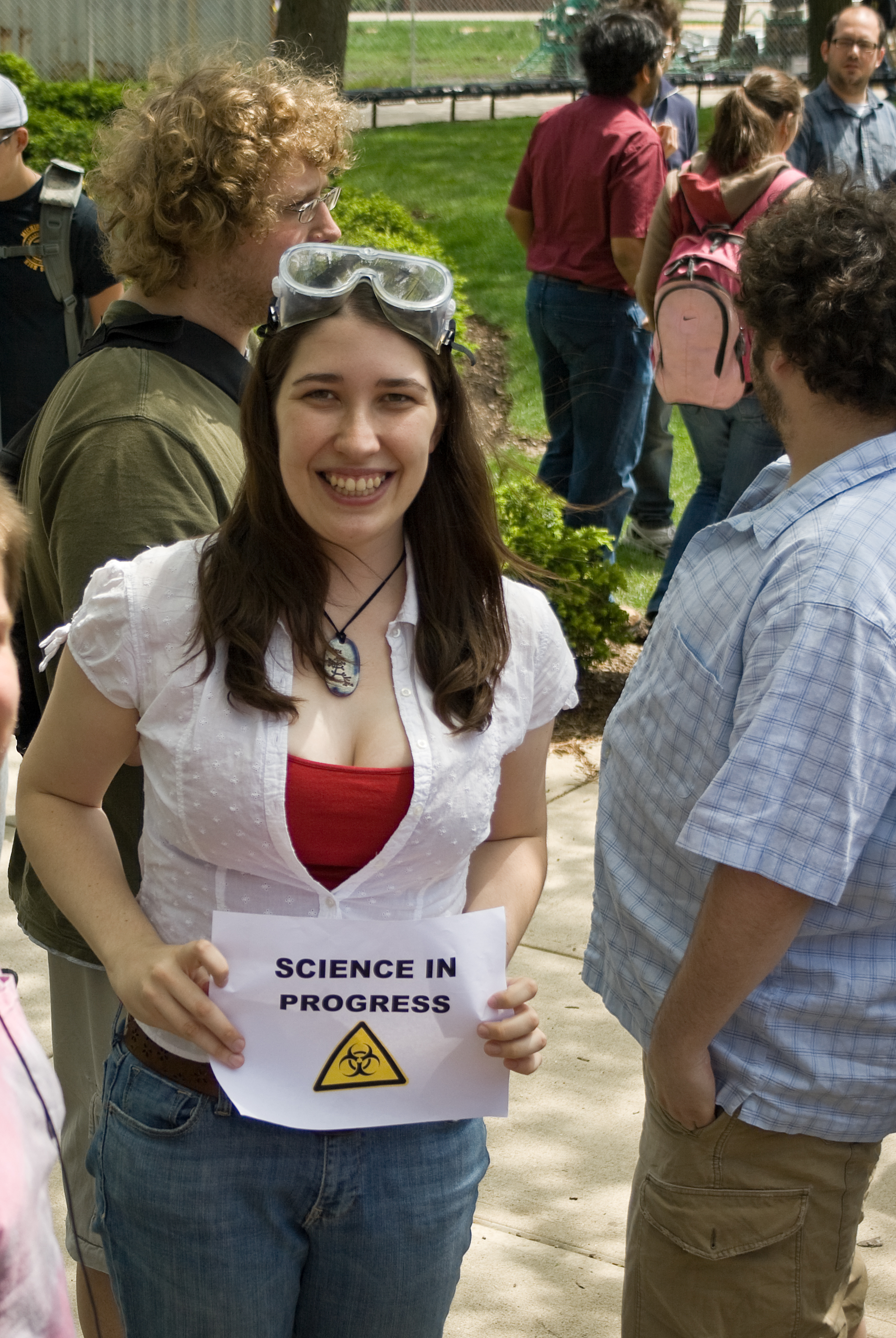
おっぱい地震"実験"に参加しているジェニファー・マクライト

おっぱい地震（おっぱいじしん、英: boobquake）とは、イランのホッジャトル・エスラームであるカーゼメ・セッディーギーが地震が起こる原因を下品な格好をした女性のせいにしたというニュースを受けて、2010年4月26日に、パデュー大学理学部の4年生だったブロガーのジェニファー・マクライト（Jennifer McCreight）が発案・主催したイベントである。

## 開催に至る経緯
2010年4月19日にセッディーギーが聴衆に対し「多くの不適切な格好をした女性のために若い男性が惑わされ、貞操が腐敗し、社会に不貞を広める。そして地震が増える。」と述べ、イラン人は「瓦礫に埋もれる」のを避けるために「イスラムのモラルに従うべき」と助言したと報じられた。セッディーギーの発言が報じられた日、マクライトは自身のブログの読者に対し、「おっぱい地震（Boobquake）を表す下品な服」を着ることでセッディーギーを冷やかそうと呼びかけた。この呼びかけはフェイスブックを通じて世界中に拡散した。彼女はおっぱい地震を科学実験のように記している。「"With the power of our scandalous bodies combined, we should surely produce an earthquake. If not, I'm sure Sedighi can come up with a rational explanation for why the ground didn't rumble."（我々の恥ずべき身体の力が集まれば、我々はおそらく地震を起こせるだろう。もしそうでなければ、セッディーギーは何故地面が揺れないのかについての合理的説明を思いつけると私は確信している。）」
マクライトのアイデアは著名なブログにより広まり、すぐに国際的なメディアの注目を集めた。この出来事は同時におっぱい地震を女性の性対象化と見なす人々からの批判も引き出した。BBCや他のニュースメディアからの度重なる問い合わせに続いて、マクライトは2つの集会を計画した。一つはインディアナ州のウェストラファイエットでもうひとつはワシントンD.C.である。この「科学的、懐疑的な思考に基づいたユーモラスな実験」として発信されたものは、フェミニストコミュニティーの組織に対する深刻な論争を巻き起こした。

## 発想
マクライト（1987年11月2日生まれ）は無神論者であり、懐疑主義者であり、フェミニストである。彼女は2010年からワシントン大学のゲノム科学系統の博士課程に在籍していた。彼女は自分の行動主義をリチャード・ドーキンスの本「神は妄想である」を読んだことと、どちらかと言えば宗教的な大学に所属していたことに帰していた。彼女は学部生の間、パデュー大学でthe Society of Non-Theists（非有神論者の集い）という組織の共同設立者となった。
おっぱい地震の1年前にマクライトはブログを開設し、そこでは彼女は自身を無神論者でありフェミニストであると記している。4月19日、マクライトはセッディーギーの発言に対する抗議をブログで発表し、参加者に対し、「憎悪に満ちたメッセージや、アンチムスリム、アンチイランのメッセージ」を避けるように頼んだ。おっぱい地震の運動が動き始めてから1週間の間に、マクライトは懐疑主義者やフェミニスト、イラン人からの感謝のEメールをいくつか受け取った。

## イベント
推定で総計20万人の人々が2010年4月26日のおっぱい地震に参加した。おっぱい地震の"震源地"と呼ばれるものは午後1時からインディアナ州ウェストラファイエットのパデュー・ベル・タワーで行われた陽気な2時間あまりの集会だった。参加者の衣装は寄せて上げるブラやボタンが掛けられていないシャツ、短いドレスなどみだらなコスチュームやわいせつな衣装だった。彼らは"科学のための谷間"（Cleavage for Science）、"恩赦"（Amnesty）、"神はおっぱいを嫌っている"（God hates Boobs）といったようなスローガンが書かれた看板を掲げた。パデュー大学の学生新聞であるPurdue Exponentが報じたところによると、女性の参加者より男性の観衆の方が多かった。
ワシントンD.C.のデュポン・サークルでは正午に別の集会が開かれた。ワシントンの集会では12人の女性が集まり、BBCペルシャの注目を引いた。
他の集会としては、ニューヨークとバンクーバーで行われたものがある。バンクーバーでは、殆どの参加者が携帯電話のカメラを使って写真を撮ろうとする数百の男性で、特に少数の女性はトップレスだったと報じられた。
いくつかの人々はZazzle.comを通しておっぱい地震2010（"Boobquake 2010"）の公式Tシャツを購入することでイベントをサポートした。このシャツの収益は地震災害からの復興のため赤十字に、また批判的思考の支援のためにジェームス・ランディ教育財団に贈られた。

## 評価
その朝の午前10時59分（GMTで午前2時59分、インディアナ時間で4月25日の午後10時59分）、台湾の台東市の195マイル沖合で深さ6.2マイル、マグニチュード6.5の地震が発生した。このニュースを聞いて、マクライトはそれ単独では統計的に有意ではないが、次の24時間の地震活動を継続してモニタリングすると述べた。他の参加者は台湾での地震は実験が公式に始まる時間の前の朝早くに起きたと言及している。
すべてのタイムゾーンで4月26日が終わった後、マクライトは厳密な統計分析を開始した。地震は毎日数十回も発生しているものであるため、実験日に地震が発生したかどうかを分析しても意味はなく、実験中の地震の数や深刻さが増えたかどうかが問題だとマクライトは述べた。アメリカ地質調査所のウェブサイトからデータを収集することで、マクライトは95%信頼区間を1日最大148回の地震が起こることとした。おっぱい地震のイベントの進行中には、たった47件の地震しか報告されなかった。彼女はまた台湾で起きた地震と同じマグニチュードの地震はその日において37%の確率でしか起きないだろうと計算した。マクライトはまた"おっぱい地震"のイベントの間の地震活動の平均マグニチュードは実際、平均よりわずかに小さいと述べた。この分析の結果として、マクライトはおっぱい地震の間の下品な格好は地震の頻度やマグニチュードに有意な効果を持たないと結論づけた。マクライトは実験の手続きにいくつかの欠陥があることと、彼女がおっぱい地震がセッディーギーの意見に影響を与えるか疑問視している事を認めながらも、彼女はこのイベントがもともとの意図である「科学的、懐疑的な思考に基づいたユーモラスな実験」であることは達成できたと信じている。

## 反応

### 国外のイラン人による支持
このイベントは幾人かのイランの国外政治活動家から好意的な反応を引き出した。その中には死刑反対国際委員会のミーナー・アハディーやIran Solidarityのマルヤム・ナマージーが含まれ、両者は元ムスリム評議会イギリス支部のメンバーである。これらの活動家はおっぱい地震は女性の権利と人間の尊厳を擁護するための顕著な活動であると感じた。活動家らは多くのイラン市民がセッディーギーの考えとは逆のおっぱい地震を支持し、セッディーギーが過去30年のイラン政府を代表していると考えている、と述べている。
カーゼメ・セッディーギーは2010年5月14日の新たな説教で自身の言説を擁護した。なぜセッディーギーのモラルコードに従わない西側諸国で自然災害がより起こらないのかと尋ねられると、セッディーギーは神は時おり人々が罪を継続し続けることを許し、"そして彼らは（結果的に）地獄の底に落ちるだろう"と述べた。セッディーギーがこの説教の中で特におっぱい地震に触れたか否かについては報じられなかった。

### 脳地震と女性の性対象化
おっぱい地震のフェミニストによる批判と反応の一つにゴルバルグ・バーシーによる新構想がある。彼女は"脳地震"（Brainquake）として知られる反おっぱい地震運動を2010年4月に始めた。バーシーはラトガーズ大学のイラン学の教授であるフェミニストで、彼女は他のフェミニストと共にイランにおけるジェンダーについての疑問に注目を集めるおっぱい地震の方法に批判的だった。彼女たちはおっぱい地震が更なる犠牲者を生み、女性や女の子の性対象化を進めると考えていた。バーシーは構想を練り、おっぱい地震は基本的には他の白人のリベラルである"ポストフェミニスト"による見世物であり、イランにおける女性の闘争の浪費であると述べた。デューク大の教授であるネガール・モッタヘデは2010年の脳地震のソーシャルメディア活動を行った。
バーシーはイランにおけるメジャーなフェミニストキャンペーンとは反対のおっぱい地震に対する不釣り合いな関心を説明した。"通常のおっぱい狂い、つまり大衆的な男性に支配されたマスメディアがこの'目を走らせる'（目を走らせるを意味する'eye-ran'はイラン（Iran）もしくはイスラム（Islam）と読める）ことに関係したキャンペーンに夢中になり、これを大きな国際ニュースに変え、数千の人々（ほとんど男性）がマクライトのフェイスブックでの'おっぱい地震'運動に参加しました。この文脈において、女性の権利についての論説が他の見世物として使われることを防ぎ、セクシズムに対するイラン女性自身の1世紀以上の長いフェミニスト闘争を可視化した、イランのフェミニスト運動として脳地震が始まりました。"
おっぱい地震が計画された日と同じ日に脳地震はフェイスブックのイベントとしてバーシーによって登録、考案された。脳地震のフェイスブックでのイベントは履歴書、受賞歴、業績を見せることで、変化を要求する能力が女性にあることを示すことを奨励した。この方法で、バーシーと彼女の仲間のフェミニスト活動家はセクシズムに対するイラン女性自身の1世紀以上の長いフェミニスト闘争の可視化を望んだ。
2010年春遅く、脳地震のイベントページはファンページに変わり、特に左派の主張に注目した世界の女性についての問題に対するニュースやコメンタリーのポータルとなった。脳地震はイラン人女性の活動の分かりやすい可視化と、アメリカ、ヨーロッパと他の場所における女性や他のマイノリティーに対する全ての種類の暴力と差別に対抗する多くのキャンペーンの図解辞書を提供するという当初の目的を保持したままだった。これらのフォトアルバムと同期された信頼できるリンクと情報は、脳地震を支持するフェミニストの大衆に対する意識高揚への努力の一部となっている。

### 他の著名な反応
Institute for Ethics and Emerging Technologiesのラッセル・ブラックフォードはおっぱい地震のアイデアに完全に賛同し、"男性であろうと女性であろうと人間の身体の美しさは何も間違っていないし、それを楽しむことや世界に公開することも間違ってはいない"と述べている。ブラックフォードは"自分自身を見せびらかそう、そして'下品'だと呼ばれることで恥じる必要はない。イスラムの聖職者とあなたを抑えようとするあらゆる人々のモラルは軽蔑してよい。"と参加者を励ました。
おっぱい地震と脳地震についてフェミニストで合意が取れなかったことに反応して、ある人は"両方とも一緒にしてはだめなのか？"と尋ねた。メロディ・モエッジーはその例で、Ms.のブログの著者であるが、二つのイベントの間でどのような衝突も起こる理由が無いように彼女は思えた。モエッジーは"イラン＝イスラム共和国と呼ばれる国の指導者"を信用しないことの複数の手段について何も問題はないだろうし、女性は両方のイベントに参加すべきだと提言した。
マクライト自身はその後、いくつかの無神論者が彼女や他の女性に対し、部分的におっぱい地震の名前のジョークに反応して、女性蔑視的に振る舞うのを見て、フェミニズムと無神論運動における友好的な文化に対する大きな敬意を求めた。